# 판궈
판궈(광둥어: 粉粿, 월병: fan2 gwo2)는 중국 광둥 차오산 지역의 덤플링이다. 하가우 등의 딤섬과 비슷하다.

## 이름
광둥어 이름인 "판궈(粉粿, fan2 gwo2)"로 흔히 알려져 있다. 현지에서는 훙구에(차오저우어: hung2 guê2)로도 부르며, 표준 중국어로는 펀궈(중국어: 粉粿, 병음: fěnguǒ)이다.
하와이에서는 "귀"라는 뜻의 페페이아오(하와이어: pepeiao)로 알려져 있다.

## 같이 보기
- 하가우
- 소를 넣은 음식 목록